# Alan Duffy (cầu thủ bóng đá)
Alan Duffy (sinh ngày 20 tháng 12 năm 1949) là một cầu thủ bóng đá người Anh thi đấu ở vị trí tiền vệ ở Football League cho Newcastle United, Brighton & Hove Albion, Tranmere Rovers và Darlington.